# Метро 2033
„Метро 2033“ е постапокалиптичен роман на Дмитрий Глуховски, който описва живота на хората в московското метро след ядрена война. Първоначално е публикуван в Интернет, където се появява глава след глава, веднага щом бъдат написани.
Публикувана е от издателство „Эксмо“ през 2005 година и е преиздадена през 2007 година от издателство „Популярная литература“. На литературния конкурс Еврокон романът получава награда за най-добър дебют на 2007 година. На български книгата е издадена през 2008 година от издателство „Сиела“.
По мотивите на романа е разработена компютърна игра, която е излязла на 16 март 2010 година. Обсъжда се и бъдещ проект за заснемането на игрален филм по книгата.